# Katarina Jönsdotter (nämnd 1516)
Katarina Jönsdotter var en svensk nunna. Hon var abbedissa i Sko kloster i Uppland från åtminstone år 1516 till senast år 1521.